# Arroyo Sauce de Olimar
El Arroyo Sauce del Olimar es un arroyo en Uruguay. Se encuentra ubicado en el Departamento de Treinta y Tres, en la parte oriental del país, a 250 km al noreste de Montevideo, la capital del país.